# Gadungrejo
Gadungrejo is een bestuurslaag in het regentschap Kebumen van de provincie Midden-Java, Indonesië. Gadungrejo telt 1684 inwoners (volkstelling 2010).